# Cilícia

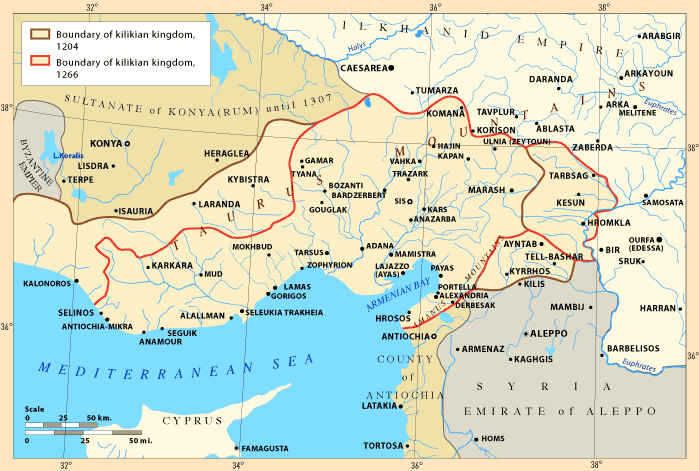
El regne armeni de Cilícia, 1199-1375.

Mapa de les diverses regions tradicionals d'Àsia Menor.

Cilícia fou una regió del sud-est de l'Àsia Menor. Fou una satrapia persa, possessió grega i selèucida, i després una província romana i romana d'Orient. El seu nom actual és Çukurova.

## Geografia
La regió de Cilícia ocupa un espai geogràfic que abasta des de la Mediterrània fins a Pamfília, on les muntanyes de Nur la separen de Síria. Es poden distingir dues parts separades per les Muntanyes del Taure:
una part és la situada al nord i a l'est del Taure, que és força accidentada mentre que l'altra part és una plana només interrompuda per una estreta gorja que antigament era coneguda amb el nom de la Porta del Ferro. La primera, la Cilícia del Taure, va pertànyer en general a la Capadòcia.
L'antiga Cilícia, limitava al sud amb la mar Mediterrània, a l'oest amb Pamfília, al nord amb Licaònia i Capadòcia i a l'est amb les muntanyes de Nur que arribaven fins al golf d'Issos. Estava dividida en dues subregions naturals separades entre si pel riu Lamus:
- Cilícia Tràquea (i més tard Isàuria) a la part occidental del riu, de relleu muntanyós. Per aquesta zona passa el riu Calycadnus[4] i, a l'antiguitat estava coberta de boscos que subministraven fusta a Fenícia i Egipte.
- Cilicia Campestris o Cilicia Pedias a la zona oriental del riu, de relleu més pla. La Cilícia Campestris arribava fins a Soli i després cap a l'est-sud-est fins al Cap Karadash (antic Magarsos). El riu Cidnos desemboca més enllà de Tars. Al nord de Tars les muntanyes del Taure tancaven el país. La part més plana és la regió entre el Saros i el Piramos i es deia Alèion en grec. Els rius principals foren el Cidnos, el Saros (avui Sihun) i el Piramos (Jihun). Cal esmentar les ciutats d'Adana, Mopsuèstia, Lalasis i Anazarbe.

A la frontera entre la Cilícia Tràquea i Pamfília hi havia la ciutat de Coracesium) segons Estrabó i el riu Melas passava a gairebé 50 km a l'oest d'aquesta ciutat segons Plini el Vell. Segons Mela, el cap Anemurium, era el que marcava el límit a l'extrem sud d'Anatòlia.
Mopsucrene (Μόψου κρνήνη) fou una ciutat de la part oriental de Cilícia, a la riba del Cidnos (Cydnus) i no lluny de la frontera de Cataònia (Ptolemeu la fa ciutat de Cataònia). Era a la vora d'un dels passos de muntanya del Taure, a uns 20 km al nord de Tars. Hi va morir l'emperador Constanci II el 361.

## Etimologia
Els grecs van inventar una llegenda per explicar l'origen del seu nom, segons la qual derivava d'un colonitzador hel·lè anomenat Cilix. En realitat la dinastia fundadora (de la Cilícia Pèdias) de la qual es tenen dades històriques eren els Mopsus, Aquest líder, escrit en textos fenicis amb la forma Mpš, com el fundador de Mopsuestia va escollir el nom aconsellat per un oracle de la rodalia. El poeta Homer es referia a la gent de Mopsus de forma sinònima als cilicis (Κίλικες), i en altres ocasions els esmenta com procedents de la Tròade situada a l'extrem nord-occidental de la península d'Anatòlia.

## Època hitita
Adaniya fou el nom de Cilícia al començament de l'Imperi Hitita. Va pertànyer als hitites al segle XVI aC, però després va formar el regne de Kizzuwatna.
Heròdot diu que la regió fou poblada pels hipakeis que van adoptar el nom de cilicis, derivat de Cilix, fill d'Agenor el fenici.
En realitat, la regió fou habitada des de molt antigament i vers el 2000 aC el regne de Kizzuwatna era un domini hitita, els quals l'anomenaven també Hilakku. Ja existien Tars (Tarša) i Adana (Adanija). Prínceps hitites de la casa reial van governar el país amb el títol de sacerdots. Llavors la regió era poblada per gent de parla luvita. Vers el final de l'Imperi Hitita a finals del segle xiii aC, es va formar un regne anomenat Tarhuntassa, la capital del qual era a la regió de Pamfília.
Al final del segle xiii aC l'afebliment d'Hatti va obligar a fer concessions al rei de Tarhuntassa que es va atribuir el títol de rei d'Hattusa. El rei hitita Suppiluliuma II afirma en una inscripció haver retornat el regne de Tarhuntassa a l'obediència, però el regne va sobreviure i els seus reis es van continuar titulant reis d'Hattusa igual que ho feren els reis de Karkemish.

## Època assíria

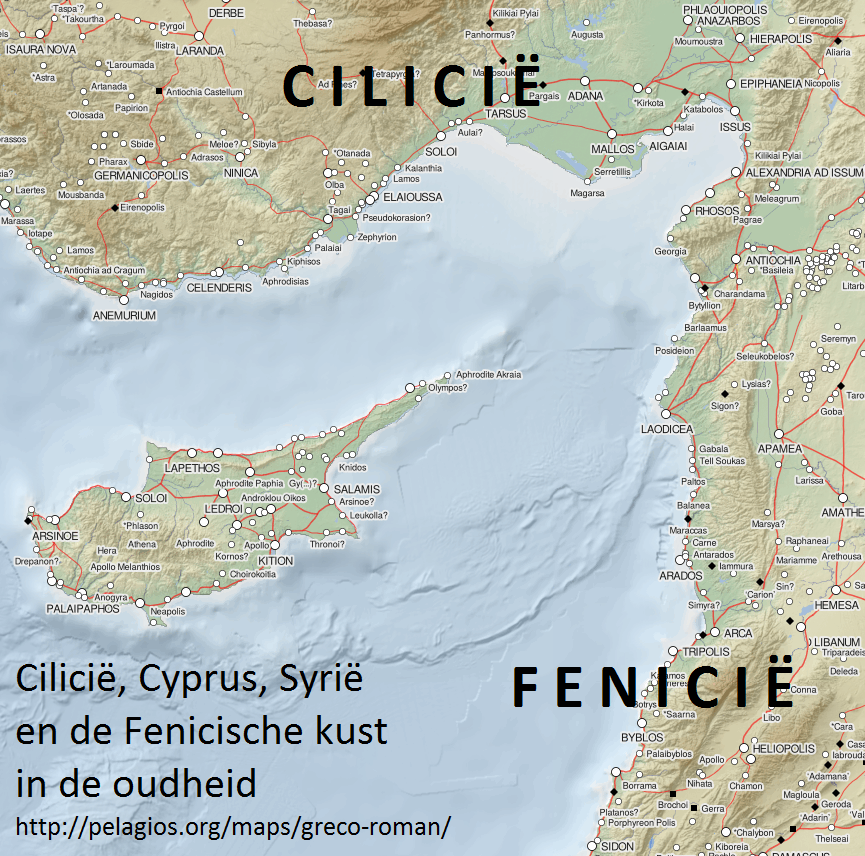
Cilícia, Xipre, Síria i la costa fenícia en l'antiguitat

Al segle x aC els assiris anomenaren la regió Que (Qu'e) o Awariku (pel nom del seu rei), i tenia els seus propis reis dels quals es coneix Kateh (vers la meitat del segle ix aC) i Kirri encara dins el mateix segle; més a l'oest era el país d'Hilakku, l'anterior Cilícia dels hitites. Tiglatpileser III (744-727 aC) va sotmetre Que i va nomenar governadors que van residir a Adana, però a la mort de Sargon II, com molts altres territoris va recuperar la independència amb l'anterior dinastia reial (la dinastia Muksa, a les fonts fenícies Mpš, possiblement el mitològic cilici grec Mopsos). La regió fou reconquerida per Esarhaddon (680-669 aC) però Hilakku es va mantenir independent i vers finals del segle viii aC aparegué com a rei Ambarish i més tard, al començament del segle següent, Sanduarris; fins que degut als atacs dels cimmeris durant el regnat d'Assurbanipal (668-631 aC) el regne va demanar la protecció assíria. Vers 670 aC) i sota els assiris apareix com a rei (meitat del segle VII aC) Sanasarris.

## Època babilònica-persa: els syennesis
El 612 aC els babilonis revoltats, aliats als medes, van ocupar Niniveh i van posar fi a l'Imperi Assiri que només va subsistir en alguns llocs de la part occidental. És en aquesta època quan Que i Hikkaku van quedar unides sota un mateix poder reial; els grecs el van anomenar el "País dels reis Syennesis". Heròdot esmenta la mediació del rei de Cilícia en un tractat de pau entre Aliates II de Lidia i Ciaxares de Mèdia.
El 547 o 546 aC Cir II el Gran va fer campanya a les regions properes i va sotmetre Lídia i segurament també Cilícia. És possible que el rei de Cilícia, que es deia Appuwašu, quedès sotmès a Pèrsia en la mateixa campanya. El següent nom que s'esmenta com a rei és Oromedon.  El va succeir el seu fill, un rei esmentat com Syennesis II  que va participar el 481 aC en l'atac persa a Atenes al davant d'algunes naus, i que la filla es va casar amb Pixodaros, el líder de Cària. La seva capital era Tars. Un altre Syennesis (identificat com el III dels reis dels quals només es coneix el títol) apareix a finals del segle v aC i va participar en la guerra civil entre Artaxerxes II de Pèrsia i el seu germà Cir el jove que tenia el suport dels mercenaris grecs entre els quals hi havia Xenofont.
El syennesis fou forçat a aliar-se amb Cir el jove per la presència de les seves forces al país, però en ser derrotat a Cunaxa, el rei fou destronat i els seus territoris convertits en satrapia. Xenofont parla de la reina Epiaxa però no aclareix si era la dona del rei, una reina col·lega, o la regent d'un menor. Segurament el rei deposat, com abans els seus antecessors, tenia Tars com a residència, i allí hi havia una força militar persa. Heròdot parla de la IV satrapia (Cilícia) i diu que el tribut que pagava el regne era de 360 cavalls i 500 talents de plata a l'any, dels quals 140 talents foren utilitzats en la cavalleria de guarnició al país i la resta anaven al tresor reial. Heròdot defineix els límits de la satrapia i diu que abraçava al nord del Taure fins a l'est de Capadòcia. L'Eufrates era el límit entre Cilícia i Armènia, és a dir que la part oriental de Capadòcia pertanyia a la satrapia.
Se sap poca cosa dels sàtrapes de Cilícia però a la satrapia hi havia llocs autònoms com Artemis Peràsia (nom donat pels grecs) o Cibela, que tenia per centre Castabala al nord-est. Aquesta regió precisament es va revoltar durant el regnat d'Artaxerxes II de Pèrsia, però foren sotmesos per Datames. Un altre santuari fou Mazaca, on s'adorava al foc.
El primer sàtrapa conegut és Tirabazos que ho fou del 384 aC al 380 aC; va seguir Farnabaces i després Datames (la satrapia de Cilícia s'estenia cap a Capadòcia). El babiloni Mazeos (Mazdai) fou sàtrapa del 361 aC al 336 aC, un llarg període per un sàtrapa. El 336 aC fou nomenat governador de Babilònia on era quan hi va arribar Alexandre el Gran.

## Època d'Alexandre el Gran
Alexandre el Gran va travessar el riu Halis l'estiu del 333 aC amb ànim d'expandir Grècia cap a orient. El successor de Mazeos a Cilícia fou Arshama que fou derrotat per Alexandre el 333 aC, el qual va estar un temps a Tars per causa d'una malaltia i després va continuar la lluita contra la gent de Cilícia a les muntanyes. En fou nomenat sàtrapa Balacros que ho va ser fins al 328 aC i va lluitar contra els muntanyesos sense gaire èxit, i el va substituir Filotos. El 321 aC Perdicas va concedir la satrapia de Cilícia i Capadòcia a Èumenes de Cardia que va entrar a Capadòcia i el 319 aC Perdicas va enviar en el seu ajut a Antígon (Antígon Monoftàlmos) sàtrapa de Frígia.
A la mort d'Alexandre, tres guerrers, reunits a Triparadisos, es van repartir el govern de les seves conquestes: bona part de Cilícia va quedar dins la satrapia de Capadòcia (el 320 aC) i dins el domini d'Antígon que la va dominar des del 316 aC i la va conservar fins al 301 aC quan, derrotat a Ipsos, Seleuc I Nicàtor i Ptolemeu I Sòter es van repartir el país, quedant-se l'egipci amb les ciutats de la zona costanera i el selèucida l'interior. Pleistarcos fou nomenat sàtrapa selèucida. Els egipcis van conservar les seves possessions (inclòs durant la segona guerra síria on encara les van augmentar) fins a la cinquena guerra síria (202 aC-198 aC) quan la van perdre en profit dels selèucides. La llengua luvi fou progressivament substituïda pel grec. Demetri Poliorcetes la va dominar del 298 aC al 293 aC i després Cassandre fins al 285 aC, però foren més ocupacions militars que dominacions.

## Època de la pirateria
Diòdot Trifó (140 aC-138 aC) va fortificar Coracesium durant la seva usurpació (com diu Estrabó) del tron selèucida. Antíoc VII Sidetes el va assetjar a la fortalesa (139 aC) on es va suïcidar (138 aC). Estrabó fa responsable a Trifó del fet que els cilicis començaren a dedicar-se a la pirateria combinat amb la feblesa dels següents reis (això és a causa que la capital dels pirates cilicis fou Coracesium). La gran demanda d'esclaus a Roma i altres grans ciutats (sobretot després de la destrucció de Cartago i Corint) feia molt necessari un tràfic que els pirates feien amb eficàcia i Delos es va convertir en un mercat lliure per tots els esclaus que poguessin agafar i hi poguessin portar atès que els pirates allí figuraven com a comerciants d'esclaus legítims. A partir del 110 aC la pirateria va esdevenir la primera ocupació a la regió. Durant la guerra amb Mitridates els pirates van estar al costat del rei, que fou derrotat.

## Conquesta i administració romana
Cilícia fou donada a Antoni el 103 aC i va començar a combatre els pirates però el poder romà mai es va establir. El 92 aC Sul·la va rebre la província sense més èxit que Antoni. El 80 i 79 aC Dolabella va ser el governador de Cilícia però no se sap que hi fos mai i totes les accions de Verres i Dolabella esmentades per Ciceró foren a Lícia, Pamfília, Psídia i Frígia. Els selèucides van perdre la regió vers el 83 aC davant Armènia, domini que de fet no es va estendre a totes les regions muntanyoses ja segurament en part fora del control selèucida, sinó només a una part.
Els romans van fer alguna expedició contra els pirates  sense gaire interès fins després del 78 aC. Entre el 78 i el 74 aC Publi Servili Vatia va ser enviat contra els pirates i va lluitar a Lícia, Pamfília i a Còricos a Cilícia i va sotmetre una part de la Cilícia occidental (pel que va rebre el sobrenom d'Isàuric) però la major part va restar independent en mans dels pirates o sota domini de Tigranes II d'Armènia. El 69 aC encara era un domini armeni i segurament també el 66 aC. Gneu Pompeu fou nomenat el 67 aC comandant de la guerra contra els pirates; fou ell qui va combatre els pirates i els va establir a ciutats i els va donar terres (67 aC) i qui va pacificar la Cilícia Tràquea vers el 66 aC. Després d'aquest any, Tigranes fou aliat romà i va renunciar formalment a Síria (incloent-hi Cilícia) Commagene, Osroene i Migdònia que el 64 aC foren convertides en província romana. Vers el 65 aC els romans dominaven la Cilícia plana. Llavors es va organitzar la província amb sis districtes: 
- Cilícia Campestre (Cilicia Campestris)
- Cilícia Aspre (Cilicia Aspera)
- Pamfília
- Psídia
- Isàuria
- Licaònia

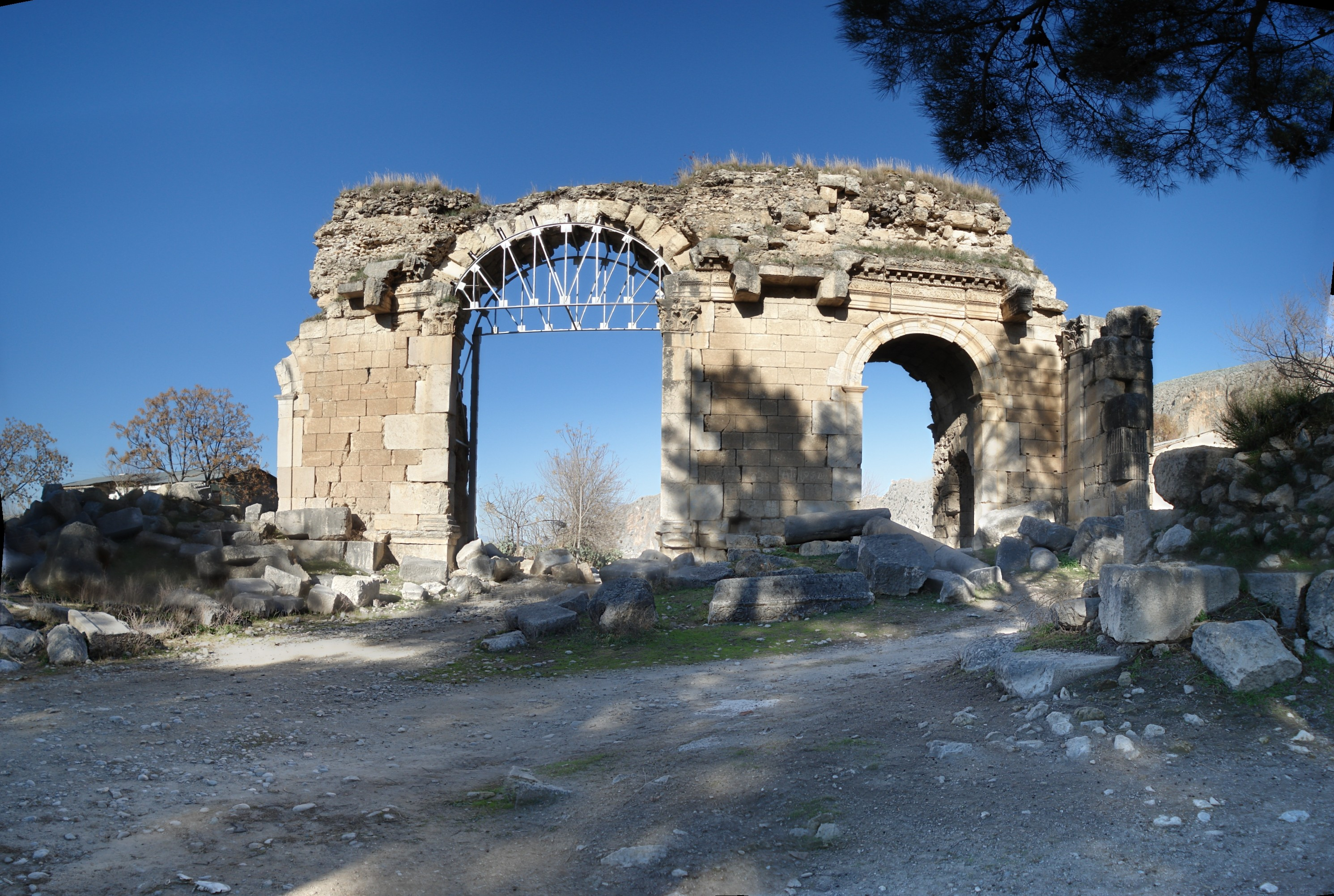
Arc triomfal de l'època romana

A més va incloure una part de Frígia, amb els convents jurídics de Laodicea, d'Apamea i de Sínnada. Probablement fou a la Cilícia Aspre que fou reconegut com a rei el més important dels caps locals, Tarcondimotus I Filantoni. El 58 aC l'illa de Xipre, presa pels romans a Egipte, fou inclosa dins els límits de la província, i encara romania així quan Ciceró en fou procònsol els anys 51 aC i 50 aC. Marc Tul·li Ciceró va dirigir la darrera campanya contra els pirates de Cilícia vers el 50 aC; Ciceró va escriure sobre els habitants de Cilícia que vivien a les muntanyes, els anomena eleutercilicis i diu que tenien capital a Pindenissos; en aquell temps els habitants de la plana ja estaven hel·lenitzats i l'ètnia cilícia amb la seva llengua només es conservava a les muntanyes i districtes allunyats, com les regions de les muntanyes Amanus que Estrabó diu que sempre tingueren diversos reis o caps locals amb diferents places fortes. En aquesta època un d'ells es va imposar als altres i fou designat rei pels romans, aquest rei es deia Tarcondimotus (que com hem vist era reconegut rei des de vers el 64 aC). Tarcondimotus I Filantoni fou rei de Cilícia (el títol era exactament «rei de l'Alta Cilícia») del 64 aC al 31 aC. Tarcondimotus I va estar amb Pompeu en la batalla de Farsàlia, però fou perdonat per Cèsar, i va morir lluitant per Marc Antoni a Àccium. La província es va dividir en vuit convents jurídics: 
- Tars (feta capital provincial i residència del governador)
- Forum Iconium (a Licaònia)
- Forum Isauricum (probablement Philormenium)
- Forum Pamphylium, (ciutat desconeguda)
- Forum Cibyraticum o Cibra (a Laodicea del Licos)
- Apamea
- Sínnada
- Xipre

Vers el 47 aC Cèsar va fer algun canvi: Cibra fou incorporat a la província d'Àsia amb la major part de Psídia i Pamfília; també es creu que li foren incorporats els convents d'Apamea i Sínnada. El 41 aC Marc Antoni va fer rei a Polemó, que es va fer dir Antoni Polemó (així apareix a les monedes), amb el títol de sacerdot màxim dels Cennatis, dinastia de la ciutat sagrada dels Olbeis i Lalasseis (el nom Cennatis apareix a les monedes de Diocesarea, on és titulada "metròpolis dels Cennatis"; els Lalaseis són esmentats per Plini i Ptolemeu).
El 36 aC Marc Antoni va donar Xipre i Cilícia a Cleòpatra (els regnes van subsistir com a clients d'Egipte), i la Frígia oriental amb Licaònia, Isàuria i Psídia a Amintes rei de Galàcia. August encara la va reduir més: va reincorporar Cilícia Aspre (on el regne de Tarcondimotus fou abolit) però Xipre fou feta província separada i Pamfília, Isàuria i Psídia després de la mort d'Amintes ja no van tornar i foren constituïdes en província separada, quedant unida Licaònia a la nova província de Galàcia (establerta a la mort d'Amintes). Cilícia va quedar limitada a les Cilícies campestre i aspre.

## Dinasties vassalles de Roma
Havien passat uns vint anys del govern de Ciceró fins que el poder romà es va poder consolidar, ja que a causa de les guerres civils no es van poder enviar mai forces militars suficients. Finalment, després d'Àccium, es va poder procedir a una reorganització profunda; Cilícia i Xipre van ser separades d'Egipte; el regne de l'alta Cilícia fou suprimint, però el 25 aC, a la mort d'Amintes de Galàcia, la Cilícia Tràquea fou donada a Arquelau de Capadòcia (que la va posseir per complet amb l'excepció de Selèucia, i que va tenir per capital l'illa Eleusis, a prop de la desembocadura del riu Lamos, a la que es va donar el nom de Sebaste en honor d'August), i després, el 20 aC, fou donada l'administració d'una part a títol de rei a Tarcondimotus II Filopator (fill de Tarcodimotus I) perquè era una regió difícil de governar. També es va consolidar en aquests anys una dinastia nativa a Olbe (a la muntanya entre Soli i Cyinda) on els reis es van dir quasi tots Àiax i Teucer perquè deien ser descendents del mític Àiax (fill de Teucer); i almenys a un altre lloc muntanyós, potser el país dels Cennatis que ja havia estat regne durant uns deu anys (41 a 31 aC). Tarcondimotus II fou rei fins a l'any 17 en què va morir, justament al mateix any en què va morir Arquelau (que des de l'any 15 era retingut a Roma) i Capadòcia fou feta província de Roma i Cilicia Aspera es va repartir entre aquesta província i la província de Síria (Cilícia Campestre i segurament Isàuria); un rei Arquelau dels clites és esmentat com a rei d'aquest poble en el regnat de Tiberi (iniciat el 14 dC) i s'ha suposat que potser fos un rei diferent de l'Arquelau de Capadòcia, encara que en fos un descendent (la família d'Arquelau hauria conservat un poder local) però res es pot afirmar amb seguretat. Els governadors de Síria van combatre les tribus muntanyeses, com per exemple Lucius Vitelus l'any 36, però cada vegada amb menys dificultat. El 41 Polemó fou nomenat rei de Cilícia (probablement altra vegada la Cilicia Aspera) i va conservar el regne fins al 72 quan Vespasià va reunificar Cilícia i la va convertir en província imperial administrada per llegats (legatus) amb el títol de propretors, i al temps de Caracal·la fou feta província consolar; fou dividida en dues parts per Dioclecià el 293 (la part occidental muntanyosa va esdevenir Isàuria, del poble dels isauris, i la plana va conservar el nom de Cilícia); després del regnat de Constantí el Gran, Cilícia fou dividida en dues províncies: Cilícia Primera (Cilicia Prima), amb capital a Tars, sota un cònsol; Cilícia Segona (Cilicia Secunda), amb capital a Anazarbe, sota un praeses; i Isàuria o Cilícia Aspera (capital Selèucia d'Isàuria) es va mantenir governada també per un praeses. Dintre de Cilícia hi havia sis ciutats lliures, Tars, Anazarbe (metròpolis des del temps de Caracal·la), Còricos, Mopsuèstia, Selèucia al Calicadnos (aquesta darrera fou part del regne d'Arquelau però en fou separada pel mateix August) i Agis. Selinos més tard anomenada Trajanòpolis fou colònia romana.

## Zona disputada per romans d'Orient i àrabs

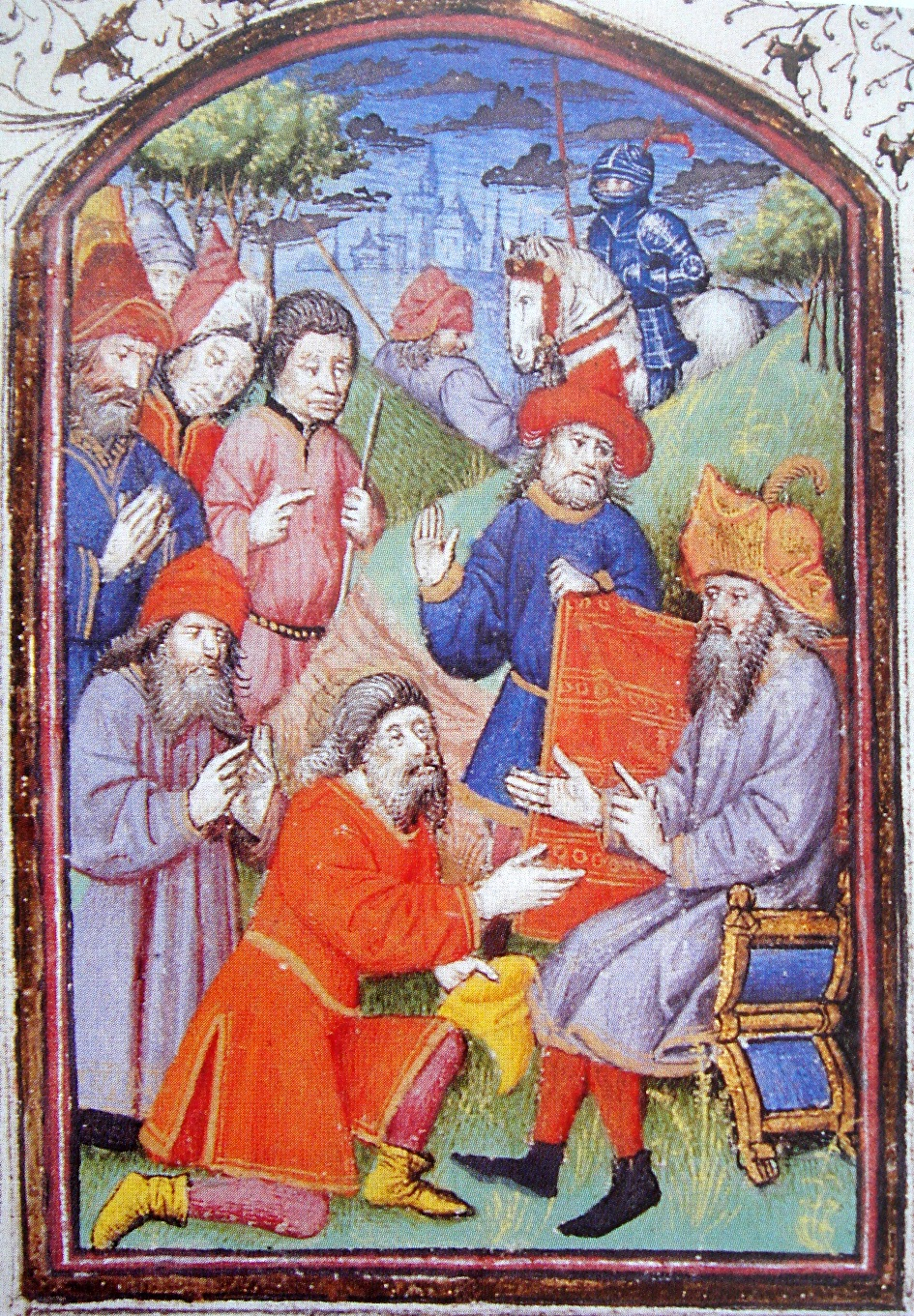
Hethum I (assegut) a la cort dels mongols, rebent homenatge dels súbdits.

Al segle vii va esdevenir zona de frontera entre els romans d'Orient i els àrabs. Els àrabs la van ocupar vers el 700, però els romans d'Orient, comandats per Nicèfor II, la van recuperar a la seva ofensiva del 965 que els va portar a Àlep i més lluny. Llavors s'hi van establir molts armenis fins al punt que el país fou conegut com l'Armènia Menor o la Petita Armènia, i es van formar senyories armènies que van originar un regne en època dels croats, que va existir fins al 1375: el Regne d'Armènia Menor. El rei Hethum I va fer un pacte amb els mongols el 1270 perquè els ajudessin a lluitar contra els mamelucs que governaven Egipte i es volien apropiar de Cilícia. De moment van aconseguir frenar-los, però finalment la regió va passar a formar part de l'Imperi Otomà.

## Era moderna
Al final de la primera guerra mundial 1918 fou ocupada pels francesos que la van administrar cinc anys fins que fou evacuada. Actualment forma part de la República de Turquia.

## El cilici
El nom de la regió sobreviu en el mot cilici una camisa aspra o un cinyell de ferro amb garfins, una eina de mortificació catòlica, a l'origen feta dels crins rasposos de les cabres de Cilícia de la qual ja es feia esment al Levític i a l'Èxode.